# VF-73
Il Fighter Squadron 73 (VF-73), noto anche come "Jesters", era uno squadrone di caccia della Marina degli Stati Uniti istituito presso la Naval Air Station Quonset Point, Rhode Island, il 27 luglio 1948 e sciolto il 1º marzo 1958.

## Storia
Mentre si trovava al NAS Quonset Point, Il VF-73 era attaccato al Carrier Air Group Seven e schierato nel Mediterraneo con la USS Philippine Sea e la USS Leyte. La crociera durò dal 4 gennaio 1949 al 22 maggio 1949.
Dal 4 gennaio 1954 al 4 agosto 1954, il VF-73 si schierò nuovamente nel Mediterraneo mentre era attaccato al Carrier Air Group Six a bordo della USS Midway.
Nel 1955, VF-73 fu nuovamente assegnato al Carrier Air Group Seven. Il 4 maggio 1955, lo squadrone si schierò in Estremo Oriente con la USS Hornet, entrando a far parte della Settima Flotta della Marina. Durante la crociera, l'Hornet ha contribuito a coprire l'evacuazione dei vietnamiti dal nord controllato dai comunisti al Vietnam del Sud, quindi ha spaziato dal Giappone a Formosa, Okinawa e le Filippine in preparazione con la 7ª flotta. Il 10 dicembre 1955 il VF-73 tornò negli Stati Uniti con l'Hornet.
Il 1º luglio 1957, il VF-73 si schierò per l'ultima volta nel Mediterraneo mentre era attaccato al Carrier Air Group Four a bordo della USS Randolph. Tra l'agosto e il dicembre 1957, mentre i disordini politici in Siria minacciavano di disturbare ulteriormente la regione, il Randolph pattugliava il Mediterraneo orientale. Lo squadrone tornò negli Stati Uniti il 24 febbraio 1958.

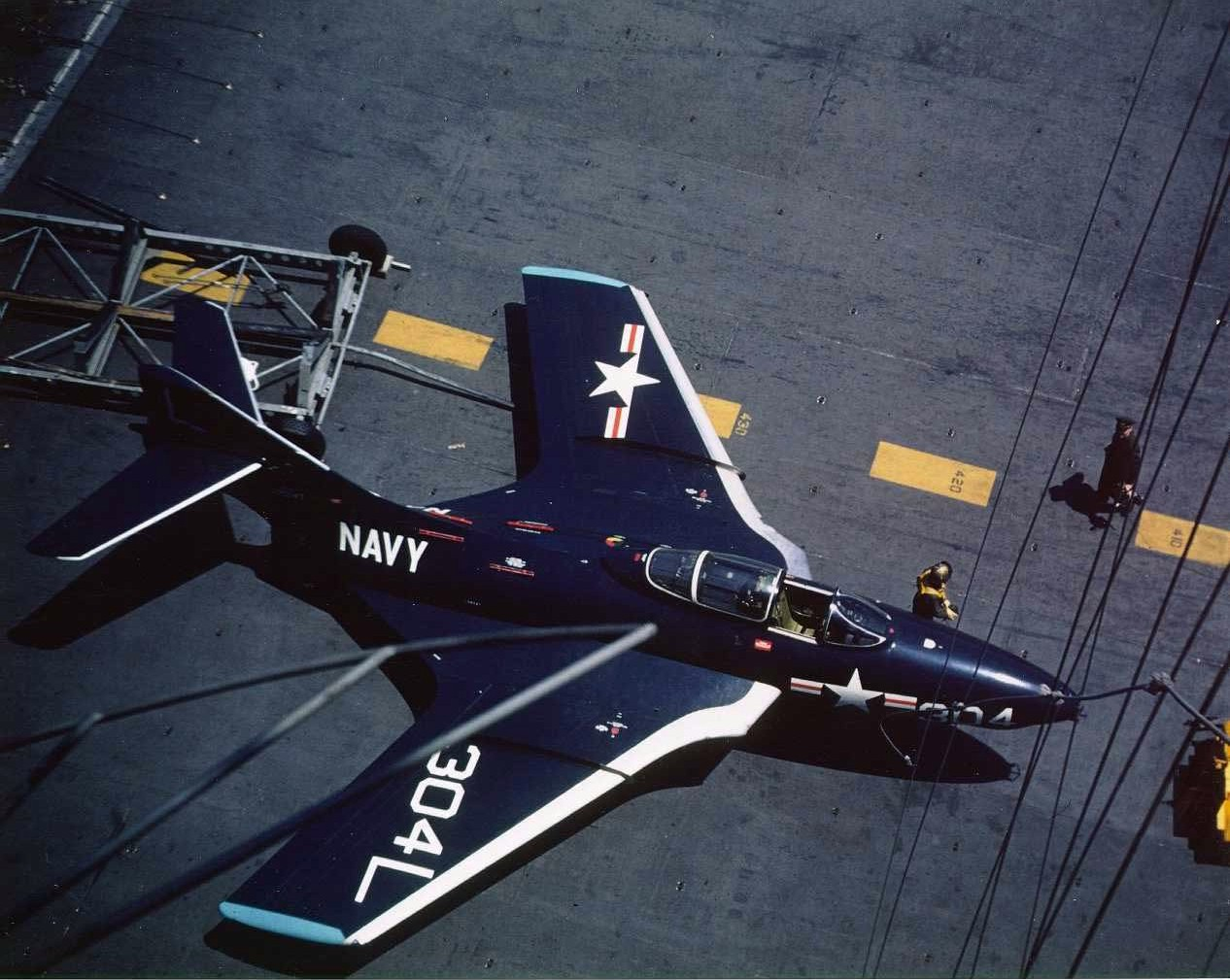
Un F9F-6 Cougar del VF-73 sulla nel 1954

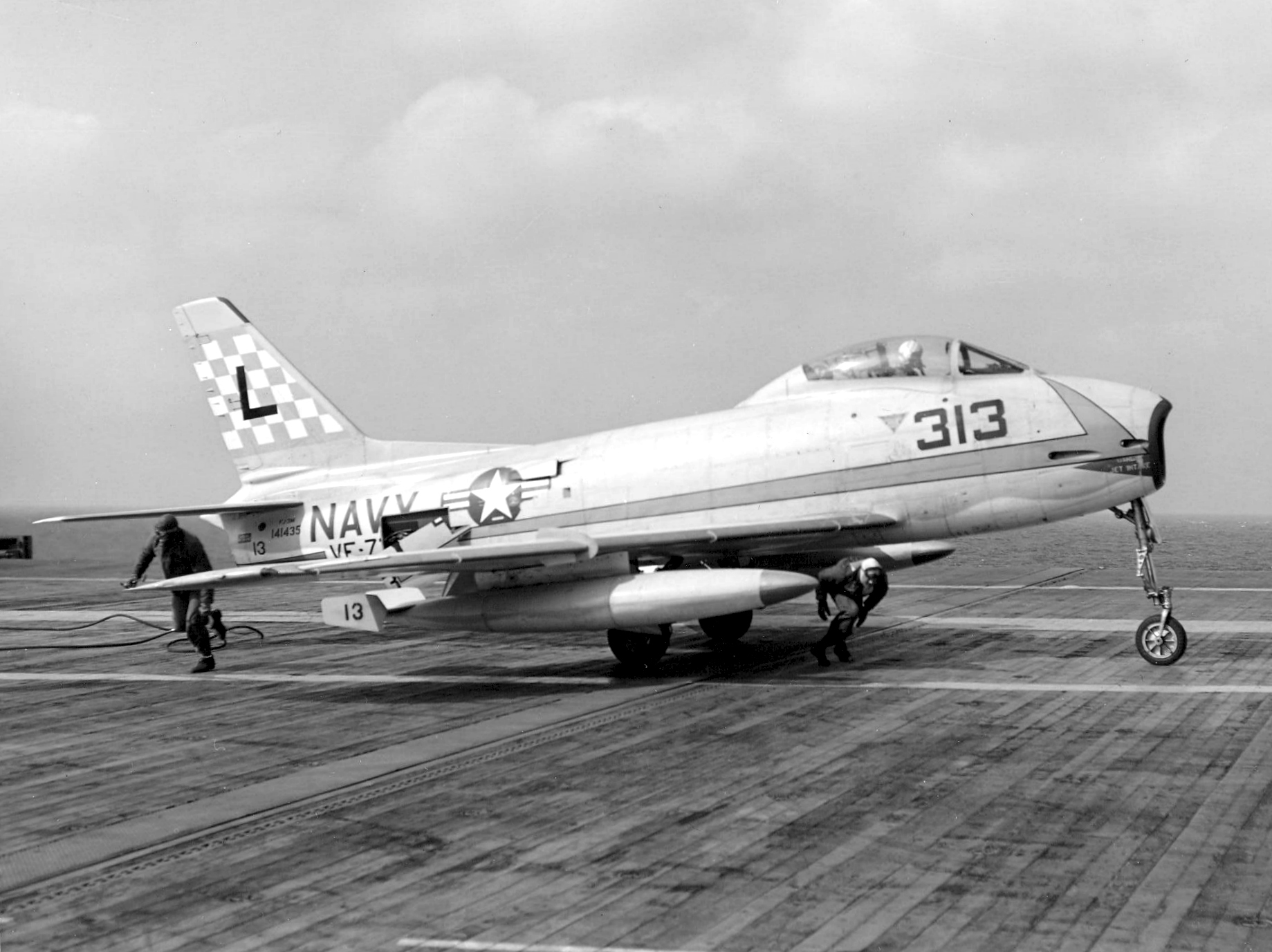
Un FJ-3 si prepara al lancio dalla nel 1957.